# A71 (Groot-Brittannië)
De A71 is een 122 km lange hoofdverkeersweg in Schotland.
De weg verbindt Edinburgh met Irvine.

## Foto

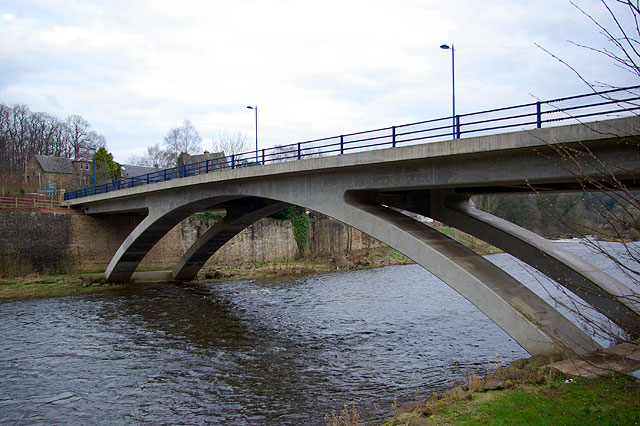
A71 kruist de River Clyde via de Garrion Bridge

## Hoofdbestemmingen
- Livingston
- Motherwell
- Kilmarnock
- Irvine